# Patria AMV
Az AMV (Armored Modular Vehicle) egy 8x8 kerékképletű páncélozott harcjármű, amelyet a finn Patria vállalat fejleszt és gyárt. Az úszó képes harcjárművet jelenleg 8 ország hadere használja. Legújabb továbbfejlesztett változata AMV XP néven ismert.
Lengyelországban licenc-gyártott változata KTO Rosomak néven ismert. A típust a lengyel haderő Afganisztánban is bevetette, ahol a típus több RPG-7 találatot is kibírt és harcképes maradt.  

## Kialakítása és jellemzői
A Patria AMV XP 2013-ban került bemutatásra az AMV tovább fejlesztéseként. A továbbiakban ez a változat kerül bemutatásra.  
A típusnak 3 variánsa létezik:  
1. Az "alapmodell" lövészpáncélos (IFV) és csapatszállító, valamint más könnyű és közepes fegyverzetet igénylő feladatkörre optimális
2. Magasított modell: a tető 34 centivel meg van emelve; mobil parancsnoki harcálláspontnak vagy sebesült szállító feladatokra alkalmas leginkább
3. Nehéz fegyverzet hordozó megerősített felfüggesztéssel 120 mm-es löveg vagy 120 mm-es aknavető hordozására tervezték (pl. NEMO)

A fenti modellek mind rendelhetőek 40 centiméterrel hosszabb kivitelben is.
A AMV XP védettsége szemből ötös szintű (STANAG 4569), vagyis szemből ellenáll a 30x165 mm-es gépágyú lövedékeknek, oldalról pedig a 14,5 mm-es nehéz géppuskalőszernek. A jármű aknák elleni védelme négyes szintű (4a/4b - STANAG 4569). A jármű kialakításánál a tervezők külön figyelmet fordítottak arra, hogy megnehezítsék az infravörös optikai eszközökkel és radarral történő észlelhetőséget. A védelem aktív védelmi rendszerekkel (APS) tovább fokozható, bár eddig nem volt példa ilyen rendszer integrálására.
A jármű hidro-pneumatikus felfüggesztéssel rendelkezik, ami lehetővé teszi a viszonylagos kényelmet biztosít a személyzet számára nagy sebesség haladás esetén akár terepen is. A felfüggesztés működését egy célszámítógép (ITCS) szabályozza a terephez igazodva és a hátsó kerékpárok is kormányozható kialakításúak igény esetén. A jármű keréknyomása szabályozható és leengedett (kilőtt) kerekekkel is működő képes marad.
  

A AMV XP fegyverek széles választékát hordozhatja masszív kialakításának és 18 tonnás hasznos terhelésének köszönhetően. Távirányítású fegyverállványokon (RCWS) 7,62 mm-es és 12,7 mm-es géppuskákat, lövegtoronyban 30 mm-es gépágyút vagy akár 120 mm aknavetőt (pl. NEMO)  vagy 120 mm harckocsi ágyút is bevethet. 

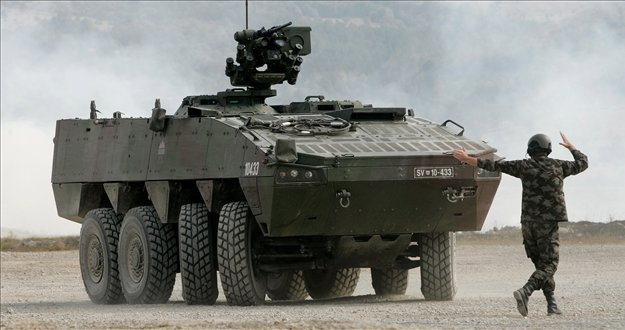
Egy szlovén AMV
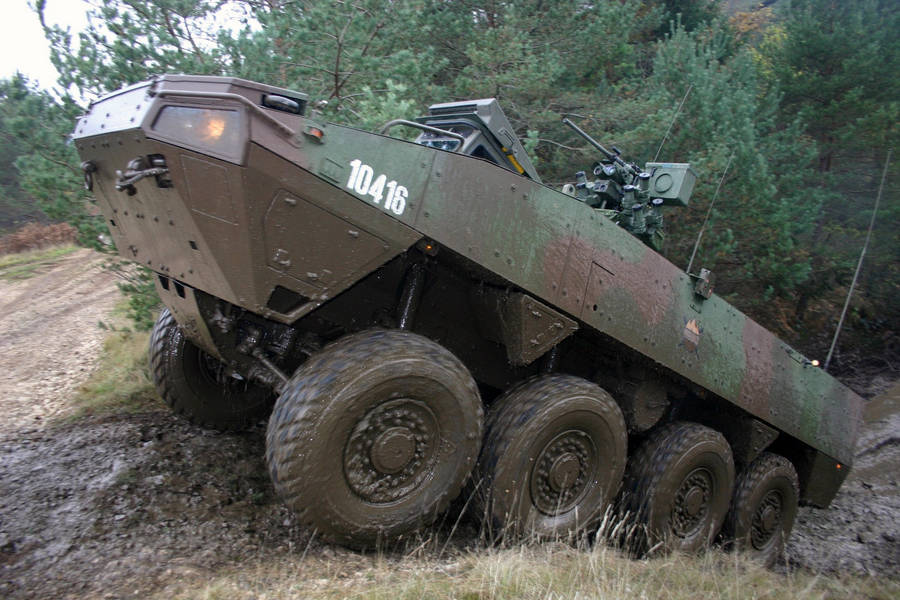
AMV terepen
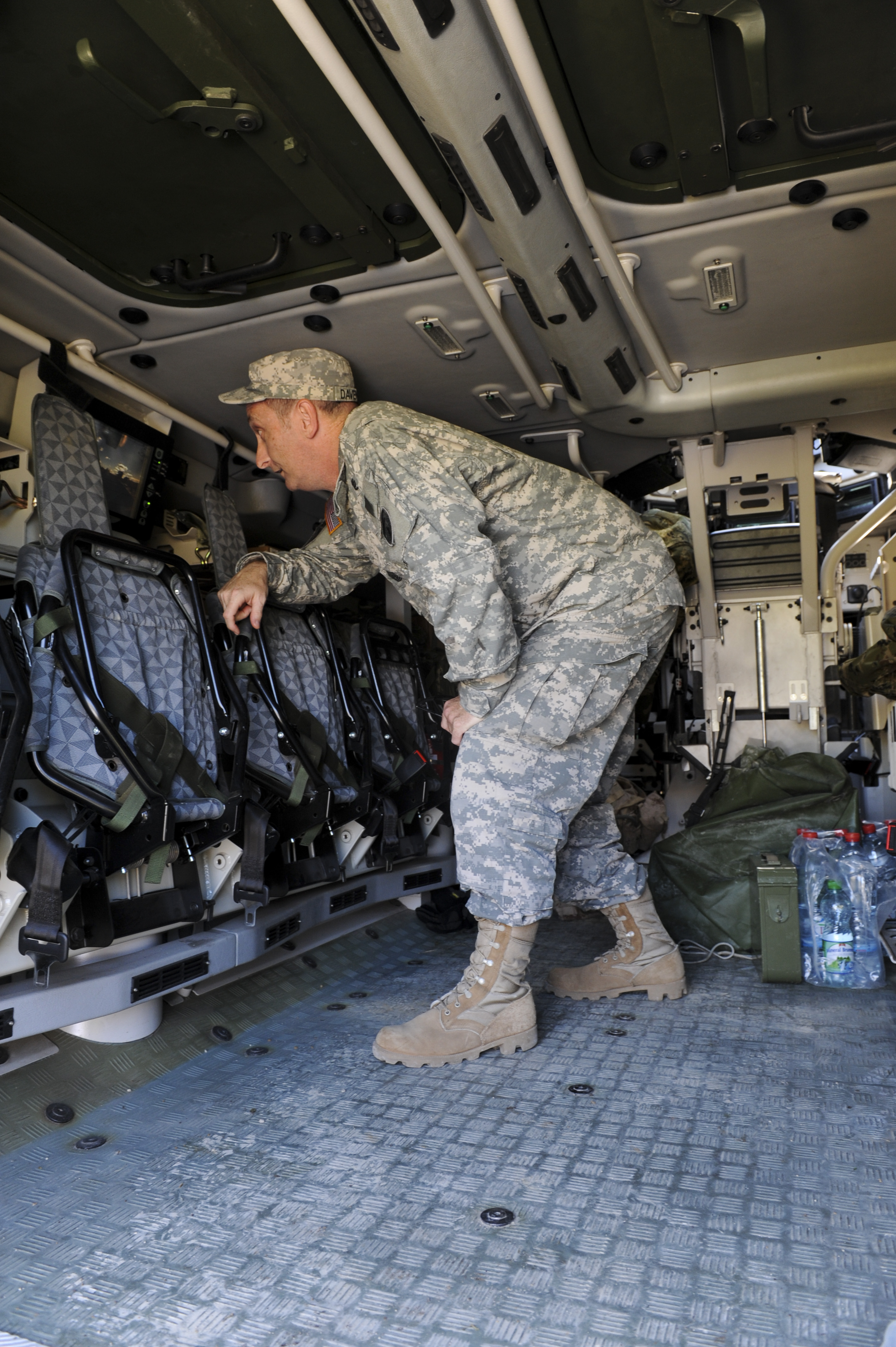
Az AMV tágas belső tere
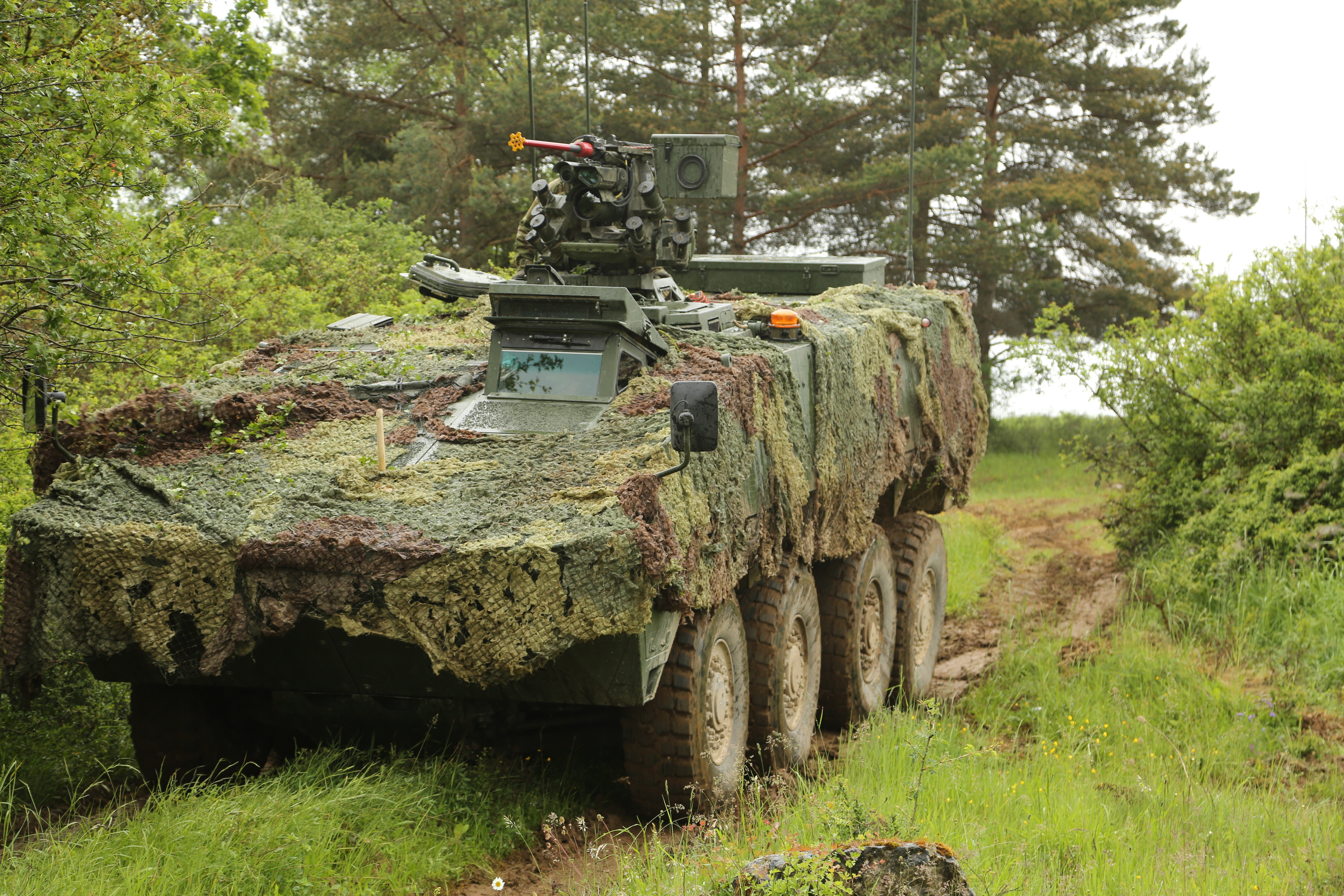
Egy horvát AMV gyakorlaton
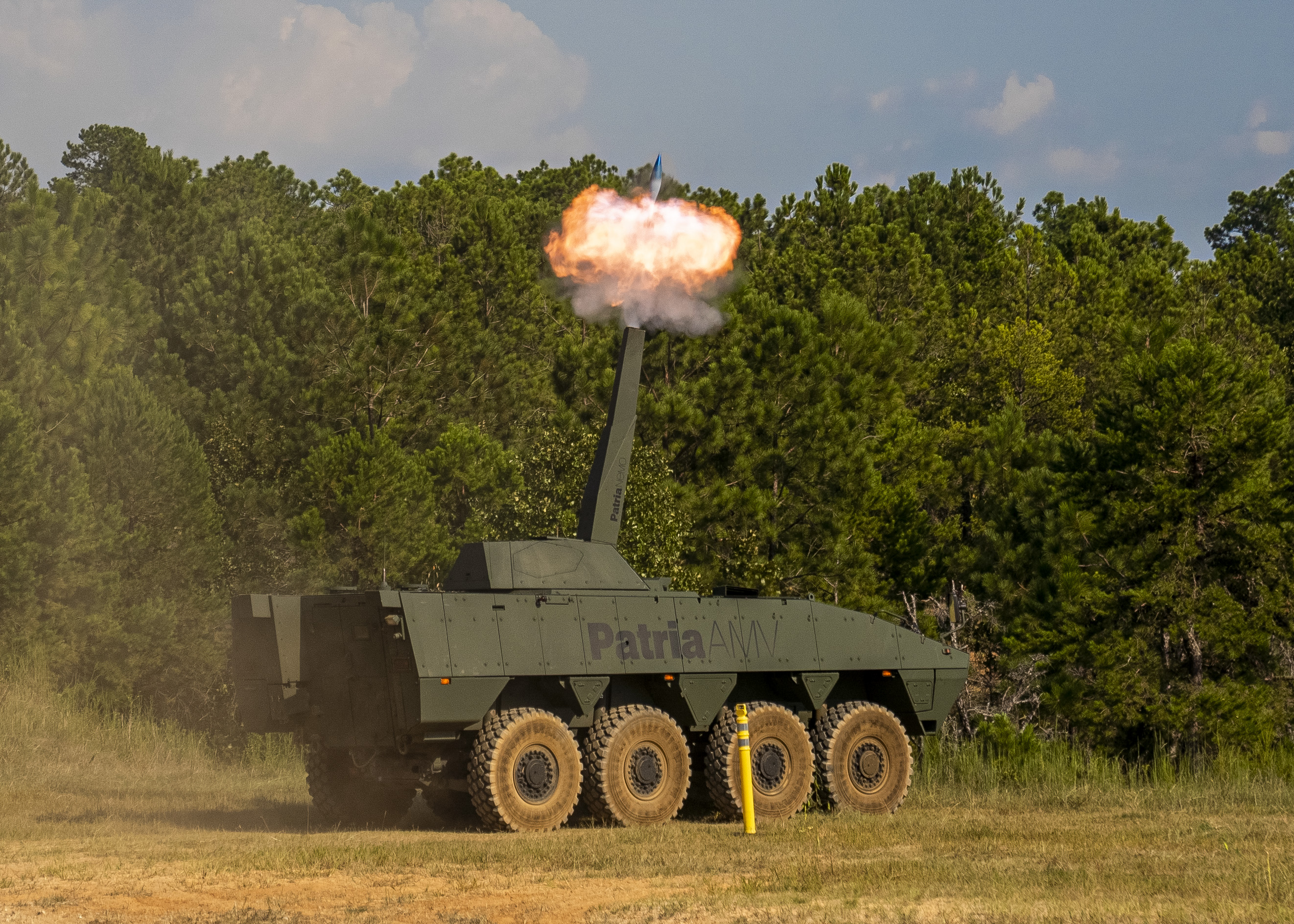
NEMO-val felszerelt aknavetős változat

## Alkalmazók
Dél-afrikai Köztársaság
 Egyesült Arab Emírségek
 Finnország
 Japán
 Lengyelország
 Svédország
 Szlovákia
 Szlovénia